# Servicio Internacional de Información Lésbica
El Servicio Internacional de Información Lésbica (International Lesbian Information Service, ILIS) era una organización internacional cuyo objetivo era fomentar la organización global de lesbianas. Se inició dentro de ILGA en 1980. Al año siguiente, en una conferencia de lesbianas separada organizada antes de la conferencia de ILGA en Turín, las organizaciones de lesbianas decidieron que ILIS debería convertirse en una organización separada.

## Historia
ILIS organizó once conferencias internacionales en Europa y apoyó conferencias de lesbianas en América Latina y Asia a través de sus redes regionales (la Red de América Latina y la Red de Lesbianas Asiáticas).
En Turín en 1981, las críticas sobre la falta de visibilidad de las lesbianas en el movimiento gay, así como el costo de la participación de activistas lesbianas en las conferencias de ILGA llevaron a la separación de ILIS de ILGA. Paola Bachetta recuerda que el abandono de la ILGA para formar ILIS ocurrió también como reacción a la falta de inclusión hacia los problemas poscoloniales. Posteriormente, las siguientes conferencias de ILIS incluyeron talleres interseccionales sobre racismo, lesbofobia y temas poscoloniales.
ILIS estuvo representada en la Conferencia Unida sobre el estatus de la mujer de 1985, como resultado de la decisión de llegar a las lesbianas no occidentales. En 1986, la conferencia ILIS de Ginebra recaudó fondos para luchar por la participación de lesbianas provenientes de países poscoloniales. Uno de los temas principales de la conferencia fue "Exilio político para lesbianas de todos los países". Las siguientes conferencias tuvieron que enfrentar algunas críticas sobre suposiciones indiscutibles: el hecho de que las conferencias estaban destinadas a lesbianas declaradas y no tomaron en consideración otros tipos de expresiones lésbicas bajo regímenes opresores, y el hecho de que los países occidentales fueron presentados como salvadores del tercer mundo.
Las actividades parecen haberse detenido gradualmente a fines de la década de 1990, y su último boletín se publicó en 1998.
El Secretariado de ILIS, que también coordinó la publicación de boletines regulares, rotaba de la siguiente manera:
- Ámsterdam 1980–81. Coordinado por Interpot. Publicó el servicio de plantillas baratas de ILIS.[12]
- Helsinki 1981-1983. Eva Isaksson publicó el Boletín de ILIS y los documentos de la conferencia de ILIS.[13]
- Oslo 1984. Publicó el Boletín ILIS.
- Ginebra 1985–86. Coordinado por Vanille-Fraise. Publicó el Boletín ILIS como parte de la revista lésbica suiza Clit 007.[14][15][16][17][18]
- Ámsterdam 1987–1998. Coordinado por Interpot. Publicó el Boletín ILIS.

## Conferencias
A continuación se enumeran las conferencias internacionales de lesbianas organizadas por ILIS en Europa en conjunto con organizaciones locales de lesbianas, la presencia de representantes de ILIS en tres Conferencias Mundiales sobre la Mujer de la ONU, así como las Conferencias de Lesbianas de América Latina y Asia que se organizaron con la ayuda de ILIS o a los que asistieron los grupos miembros de ILIS:
- 1980: 5 y 6 de abril: creación de ILIS en la Conferencia IGA (ahora ILGA) de Barcelona, España
- 1980: 14 a 30 de julio: ILIS en la Conferencia Mundial de las Naciones Unidas sobre la Mujer en Copenhague, Dinamarca
- 1980: 27–31 de diciembre: Conferencia ILIS en Ámsterdam, Países Bajos
- 1981: 15 a 17 de abril: Conferencia ILIS en Turín, Italia (ILIS se separa de IGA)[19][20][21]
- 30 de diciembre de 1981 - 3 de enero de 1982: Conferencia ILIS en Lichtaart, Bélgica
- 1982: 3 a 5 de septiembre: Conferencia ILIS en Sheffield, Inglaterra
- 1983: 1 a 4 de abril: Conferencia ILIS en París, Francia
- 30 de diciembre de 1983 - 1 de enero de 1984: Reunión de Acción Internacional de ILIS en Ámsterdam, Países Bajos
- 1984: 19 a 23 de abril: Conferencia ILIS en Estocolmo, Suecia[22]
- 1985: 4 a 8 de abril: Conferencia ILIS en Colonia, Alemania
- 1985: 15 a 26 de julio: ILIS en la Conferencia Mundial de las Naciones Unidas sobre la Mujer en Nairobi, Kenia
- 1986: 25 a 28 de marzo: Conferencia ILIS en Ginebra, Suiza. Creación de redes regionales latinoamericanas y asiáticas.[23]
- 1987: 14 a 16 de octubre: primer encuentro de feministas lesbianas chicanas, latinoamericanas y caribeñas en la Ciudad de México, México
- 1988: 18 a 22 de agosto: Conferencia regional europea de ILIS en Ámsterdam, Países Bajos
- 1988: 2 de octubre: creación del subgrupo ILIS Asia, con sede en Ámsterdam
- Diciembre 1988 – Marzo 1989: Creación del Subgrupo ILIS América Latina, con sede en Amsterdam
- 1990: 18 a 22 de enero: Conferencia ILIS en Ljubljana, Yugoslavia (fuentes contradictorias sobre la celebración de esta conferencia)*
- 1990: 11 a 13 de abril - Segunda Conferencia Latinoamericana en Costa Rica
- 1990: 7 a 10 de diciembre: primera conferencia de la Red Asiática de Lesbianas (ALN) en Bangkok, Tailandia
- 1991: 21 a 25 de marzo: Conferencia ILIS en Barcelona, España
- 1991: 28 de agosto: primera reunión del Subgrupo Zami de ILIS en Ámsterdam, Países Bajos.
- 1992: 3 a 5 de mayo: Segunda Conferencia de ALN en Tokio, Japón
- 1992: 14 a 16 de agosto - Tercera Conferencia Latinoamericana en Puerto Rico
- 1995: 11 a 15 de agosto: Tercera Conferencia ALN en Wulai, Taiwán
- 1995: 4 a 15 de septiembre: ILIS en la Conferencia Mundial de las Naciones Unidas sobre la Mujer en Pekín, China
- 1998: Boletín final de ILIS